# Arubani

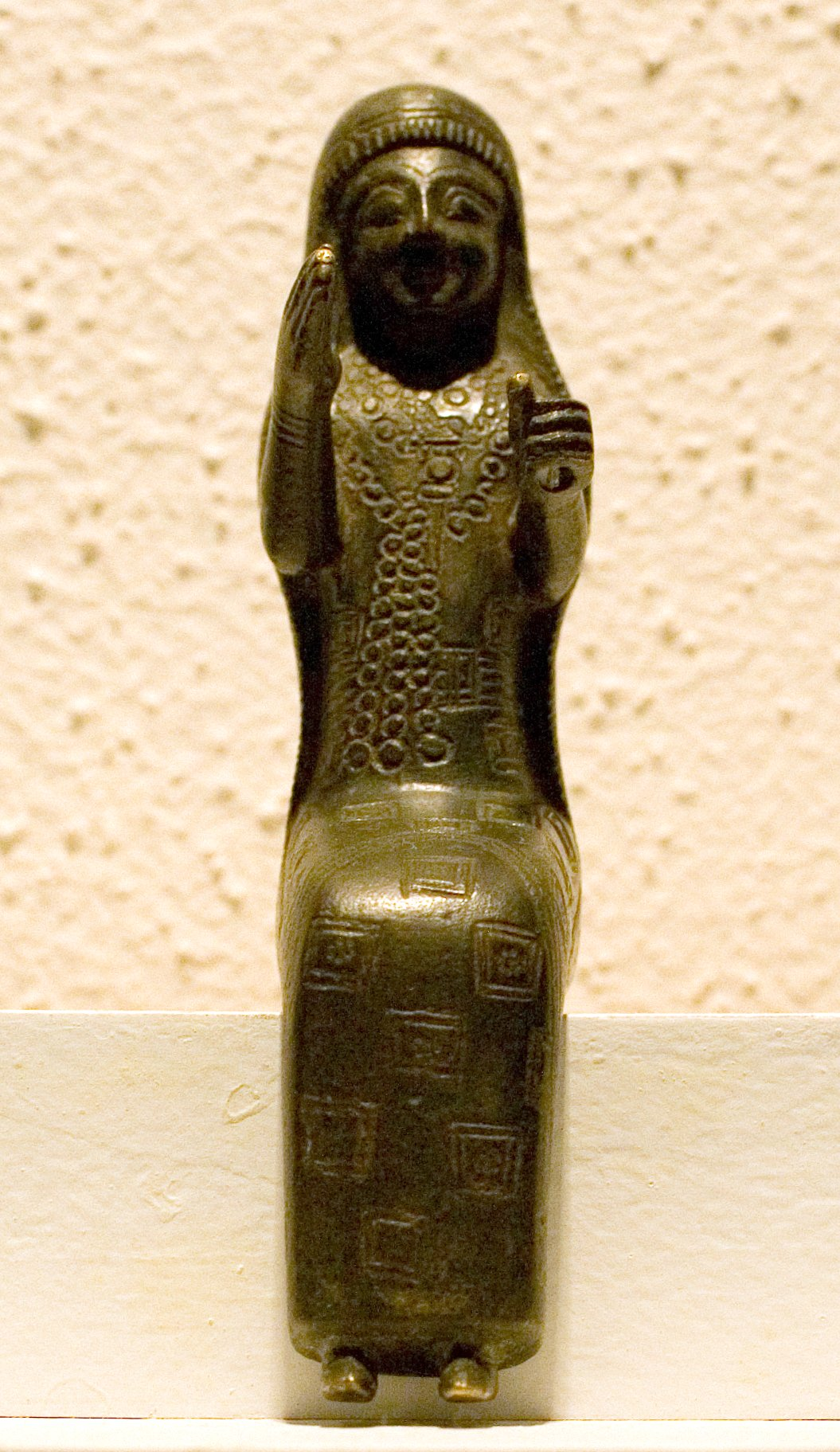
Statuette en bronze de la déesse Arubani découverte lors des fouilles de Teishebani, Musée d'histoire de l'Arménie

Arubani (Aroubaini, Arubaini) est une divinité féminine suprême du panthéon d'Urartu, l'épouse du dieu suprême Haldi. 
Dans la description de la campagne de 714 av. J.-C. du roi assyrien Sargon II, la déesse Arubani est mentionnée sous le nom de Barbart (parfois translittéré en Bagmacht). Selon les textes cunéiformes sur les sacrifices à la déesse Arubani , ceux-ci devaient comprendre celui d'un mouton et d'une vache. Une hypothèse est émise suivant laquelle elle est aussi la déesse de la fertilité .
À l'origine, les chercheurs pensaient qu'Arubani était une divinité indépendante qui ne figurait pas dans la Liste des divinités d'Urartu. Elle était considérée comme la divinité de la ville de Musasir,. Cependant, plus tard, sur la base de nouvelles données, l'opinion des scientifiques a changé. On considère maintenant que Bagmacht (Arubani) représente simplement avec une autre orthographe l'épouse du dieu Haldi,,. 
Sur la possibilité d'utiliser le nom Bagmacht, le raisonnement de plusieurs auteurs, dont Edwin Grantovski, est qu'il pourrait s'agir une divinité d'origine iranienne, dont le nom remonte à Baga-Mazada, et qui a été vénérée à Moussassir comme épouse de Haldi.